# Meranoplus linae
Meranoplus linae é uma espécie de formiga do gênero Meranoplus, pertencente à subfamília Myrmicinae.